# Шуляр Юлія Павлівна
Шуляр Юлія Павлівна (нар. 12 серпня 1997) — українська паралімпійська легкоатлетка. Член збірної паралімпійської команди України з легкої атлетики. Срібна призерка світу 2019 року у бігу на 400 метрів. Срібна призерка Паралімпійських ігор Токіо у 2021 році. Паралімпійська чемпіонка літніх Паралімпійських ігор 2024 у Парижі.
Займається легкою атлетикою у Дніпровському обласному центрі Інваспорт.

## Спортивна кар'єра

### Чемпіонат світу 2019
На Чемпіонат світу з легкої атлетики, що відбувався 2019 року з 7 по 15 листопада у Дубаї (Об'єднані Арабські Емірати) завоювала срібну нагороду. У заключний день змагань 15 листопада здобула срібну медаль у бігу на 400 метрів (категорія Т20). Перше місце посіла американка Бріанна Кларк.

### Паралімпійські ігри
На Паралімпійських іграх 2021 у Токіо-здобула срібну нагороду у бігу на 400 метрів. 
На Паралімпійських іграх 2024 у Парижі здобула золоту медаль у бігу на 400 метрів серед представниць класу Т20, дистанцію пробігла за 55,16 секунди.

## Відзнаки та нагороди
- Орден княгині Ольги II ст. (18 вересня 2024) — За досягнення високих спортивних результатів на ХVІІ літніх Паралімпійських іграх у місті Парижі (Французька Республіка), виявлені самовідданість та волю до перемоги, утвердження міжнародного авторитету України[3]
- Орден княгині Ольги III ст. (16 вересня 2021) — За значний особистий внесок у розвиток паралімпійського руху, досягнення високих спортивних результатів на XVI літніх Паралімпійських іграх у місті Токіо (Японія), виявлені самовідданість та волю до перемоги, утвердження міжнародного авторитету України[4]